# Can Damas
Can Damas és una obra d'Argelaguer (Garrotxa) inclosa a l'Inventari del Patrimoni Arquitectònic de Catalunya.

## Descripció
La casa núm.57 del carrer Major d'Argelaguer té gravada a la llinda de la porta principal, la següent inscripció: " DAMASO [IHS] GALLART/17[ ]39"
La casa del costat, la núm.54 del mateix carrer, ha estat molt restaurada i també, gravada a la llinda la següent data: "1660".

## Història
El nucli urbà d'Argelaguer ha crescut en tres fases molt diferenciades: la part més antiga es localitza a l'entorn de l'església parroquial de Santa Maria i del castell dels Montpalau. En el transcurs dels segles XV, XVII i XVIII es bastiren nombroses cases pel costat de tramuntana que varen ésser fetes amb carreus poc escairats. Algunes conserven llindes, damunt la porta principal, remarcables. Durant la dinovena i l'actual centúria es construí l'Argelaguer modern a cada costat de la carretera comarcal que uneix la capital de la Garrotxa amb Girona.